# أليكس سبارك
أليكس سبارك (بالإنجليزية: Alex Spark)‏ هو لاعب كرة قدم بريطاني في مركز الدفاع، ولد في 16 أكتوبر 1949 في Stenhousemuir ‏ في المملكة المتحدة. لعب مع برادفورد سيتي وبريستون نورث إيند ونادي ماذرويل.